# هنری پیر
هانری موریس پیر (۲۱ فوریه ۱۹۰۱–۹ دسامبر ۱۹۸۸) زبان‌شناس، محقق ادبیات و استاد استرلینگ زبان فرانسه در دانشگاه ییل بود.

## آثار
پیر حدود ۳۰ کتاب دربارهٔ کلاسیک گرایی، ادبیات مدرن و آموزش عالی نوشت. گزیده آثار او عبارت‌اند از:
- ۱۹۵۵ رمان معاصر فرانسه
- ۱۹۶۲ مقاله‌هایی در مورد ادبیات انگلیسی و آمریکایی با لئو اسپیتزر و ا. هچر.
- ۱۹۶۳ ادبیات و اخلاص
- ۱۹۶۷ رمان‌نویسان امروز فرانسه نیویورک: آکسفورد
- ۱۹۶۸ ژان-پل سارتر
- ۲۰۰۵ هنری پیر: زندگی او در نامه‌ها. با ویرایش‌های جان دبلیو کلنر و ماریو مورین.